# New In Chess
New In Chess (NIC) (OCLC:20735159) je nizozemski šahovski časopis iz Alkmaara. Izlazi osam puta godišnje. Glavni urednici su velemajstori Jan Timman i Dirk Jan ten Geuzendam. Sadrži bilješke vrhunskih igrača i čuda od djece o vlastitim partijama. Uobičajeni prinosi su od igrača kao što su Vladimir Kramnik, Viswanathan Anand, Péter Lékó, Judit Polgár, Magnus Carlsen i Serhij Karjakin.
New In Chess također izdaje godišnjake ("Yearbook") četiri puta godišnje. Sadržaj su otvoreni pregledi i teorijski članci. NIC ima svoj klasifikacijski sustav za šahovska otvaranja koji se neprekidno razvija radi držanja mjesta među inovacijama. Primjerice FR 16.6 je Francuski Tarrasch uz 10...g5 i "Survey" autora Tima Hardinga pojavio se u Yearbooku br. 32 1994. godine. NIC također objavljuje knjige o teorijama otvaranja i ostalim šahovskim temama.

## Vanjske poveznice
- New In Chess  Arhivirana inačica izvorne stranice od 29. lipnja 2009. (Wayback Machine)